# Saab 90
Saab 90 je automobil švedskog marke Saab i proizvodio od 1984. do 1987. godine.

## Motori
- 2.0 L, 73 kW (99 KS)